# 35 Dywizja Piechoty (II RP)

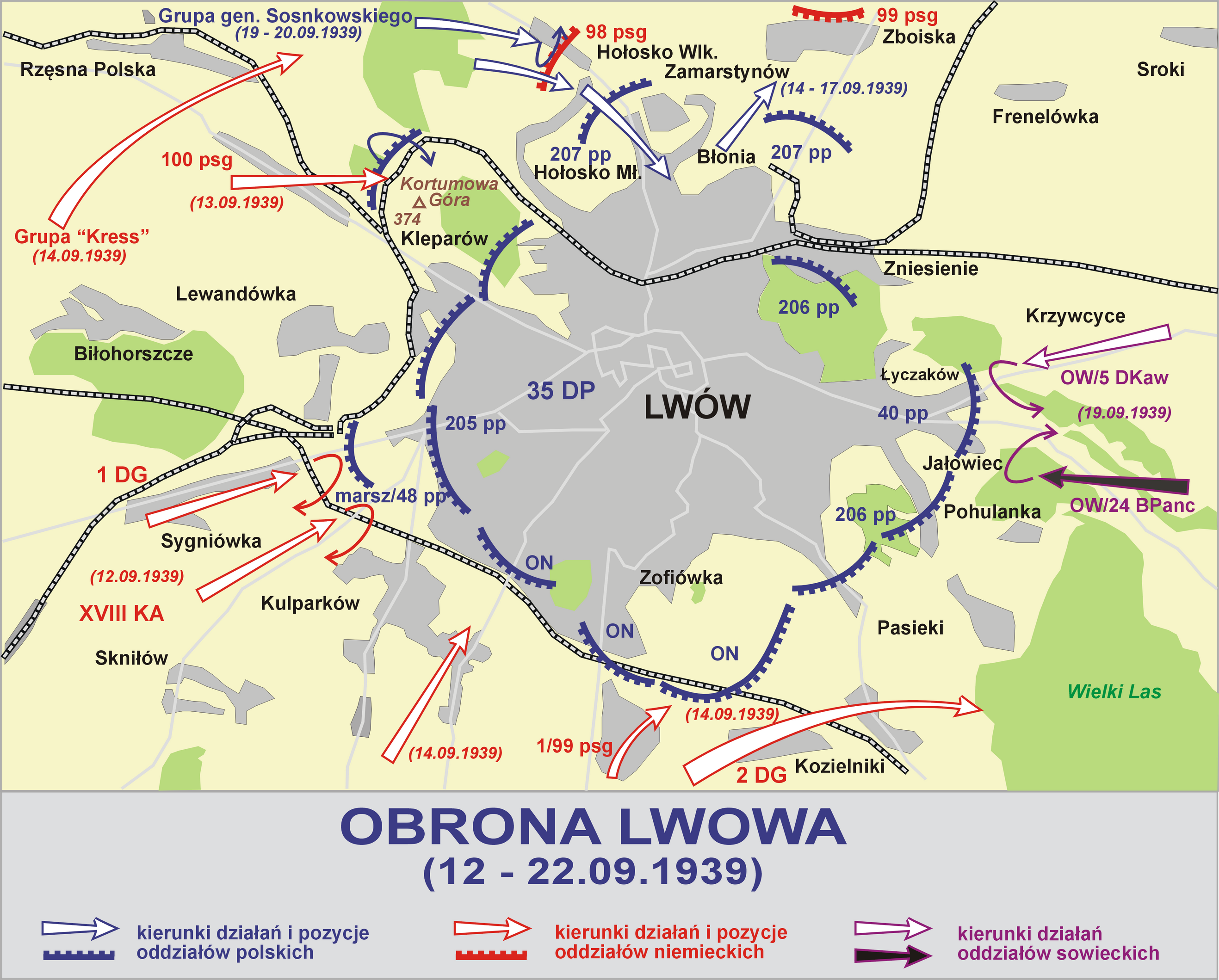

35 Dywizja Piechoty (35 DP) – wielka jednostka piechoty Wojska Polskiego II RP.
W czasie kampanii wrześniowej dywizja przeznaczona początkowo do składu SGO „Narew” została skoncentrowana w rejonie Białegostoku, następnie przerzucona pod Lwów, gdzie weszła w skład załogi Lwowa.

## Formowanie
35 Dywizja Piechoty nie występowała organizacji pokojowej Wojska Polskiego. Została sformowana w I rzucie mobilizacji powszechnej, w okresie od 31 sierpnia do 4 września 1939 roku z jednostek Obszaru Warownego „Wilno” i Korpusu Ochrony Pogranicza z przeznaczeniem dla Grupy Odwodów Naczelnego Wodza „Wyszków”. Pismem Oddziału I Sztabu Głównego L. 3590/mob.39 z 17 lipca 1939 kadra 9 dywizjonu taborów w Brześciu otrzymała zadanie przygotowania mobilizacji jedenastu jednostek taborów dla 35 DP, bez wpisywania ich na tabele mobilizacyjne (poza planem mob. „W”).
| Dowództwo OWar. „Wilno”          | dowódca, sztab, szefowie służb nr 35                   |
| OWar. „Wilno”                    | komendant Kwatery Głównej i kompania gospodarcza nr 35 |
| 5 pułk piechoty Legionów         | kompania asystencyjna nr 31                            |
| 6 pułk piechoty Legionów         | 205 pułk piechoty                                      |
| 77 pułk piechoty                 | 206 pułk piechoty                                      |
| pułk KOP „Wołożyn”               | 207 pułk piechoty                                      |
| batalion KOP „Budsław”           | I/207 pp                                               |
| batalion KOP „Krasne”            | II/207 pp                                              |
| batalion KOP „Iwieniec”          | III/207 pp                                             |
| 33 dywizjon artylerii lekkiej    | 33 pułk artylerii lekkiej                              |
| kompania łączności OWar. „Wilno” | kompania telefoniczna nr 31                            |
| kompania łączności OWar. „Wilno” | pluton łączności Kwatery Głównej nr 31                 |
| kompania łączności OWar. „Wilno” | pluton radio nr 31                                     |
| kompania łączności OWar. „Wilno” | drużyna parku łączności nr 31                          |
| szwadron KOP „Nowe Święciany”    | szwadron kawalerii dywizyjnej                          |
| kadra 9 dywizjonu taborów        | Dowództwo Grupy Marszowej Służb typ II nr 931 i 932    |
| kadra 9 dywizjonu taborów        | kolumna taborowa jednokonna nr 931–938                 |
| kadra 9 dywizjonu taborów        | warsztat taborowy nr 931                               |

## Walki w kampanii wrześniowej
35 Dywizja Piechoty Rezerwowa pod dowództwem płk. dypl. Jarosława Szafrana, zaraz po sformowaniu, 7 września została przydzielona do SGO „Narew”. Tego dnia w sztabie SGO w Zambrowie zameldował się dowódca dywizji, który poinformował o prawie całkowitym jej sformowaniu i skoncentrowaniu na południe od Białegostoku w rejonie Tołcze, Turośl, Dojlidy w gotowości do załadowania na transporty kolejowe. Dowódca SGO zarządził przesunięcie 35 DP (rez.) do rejonu Bielska Podlaskiego jako rejonu przeznaczenia. Zarządzenie to nie zostało jednak wykonane, gdyż już następnego dnia dywizja przestała podlegać gen. Czesławowi Młot-Fijałkowskiemu i rozkazem Naczelnego Dowództwa została skierowana do jego dyspozycji w rejon Czeremchy i z tamtejszego węzła kolejowego przerzucona transportami kolejowymi na południe – do Lwowa.
13 września dywizja wsparła obrońców miasta. Następnego dnia obsadziła zachodni odcinek obrony. 15 września dywizja uderzyła na Niemców na Kortumowej Górze i w Hołosku Wielkim. Atak, w którym Polacy poszli do walki wręcz, odrzucił Niemców. Dopiero ogień artylerii niemieckiej zatrzymał natarcie polskie. Nazajutrz znów toczyły się walki o Hołosko Wielkie. Mimo przewagi wroga, oddziały dywizji szły naprzód. 18 września, w celu nawiązania bezpośredniego połączenia z oddziałami 10 Brygady Kawalerii, 35 DP uderzyła po osi Hołosko Wielkie–Brzuchowice. Natarcie ruszyło po południu. Lewe zgrupowanie zdobyło Hołosko Wielkie i już po zapadnięciu zmroku opanowało sanatorium na drodze do Brzuchowic, ale w tym czasie 10 BK otrzymała rozkaz przebijania się na Węgry.
19 września dywizje zgrupowania gen. Kazimierza Sosnkowskiego usiłowały przebić się przez niemiecki pierścień okrążenia. Dowódca obrony Lwowa gen. Władysław Langner natychmiast zorganizował pomoc i wysłał do natarcia oddziały 35 DP (rez.) celem otwarcia zgrupowaniu drogi do Lwowa. Atak wyrzucił Niemców w Zamarstynowa i Hołoska Małego, natomiast na zdobycie Hołoska Wielkiego zabrakło już sił. Niemcy wprowadzili do kontrataku czołgi i zatrzymali natarcie polskie. W rezultacie natarcie nie przebiło pierścienia niemieckiego i nie otworzyło drogi grupie gen. Sosnkowskiego, która naciskana przez przeważające siły niemieckie, wyczerpawszy całą amunicję, skapitulowała w lasach brzuchowickich.

## Organizacja wojenna dywizji
- Kwatera Główna 35 DP
  - dowództwo i sztab 35 DP
  - dowódcy broni 35 DP
  - szefowie służb 35 DP
  - komendant Kwatery Głównej 35 DP
  - kompania gospodarcza Kwatery Głównej 35 DP – por. Dąbrowski
  - kompania asystencyjna nr 31
- sąd polowy nr 33 – mjr aud. Erwin Bordolo
- poczta polowa nr 58 – ppor. rez. Wincenty Krzywicki

- 205 pułk piechoty
- 206 pułk piechoty
- 207 pułk piechoty
- 33 pułk artylerii lekkiej
- szwadron kawalerii dywizyjnej – rtm. Romuald Dowbor
- kompania telefoniczna 35 DP – por. Ewaryst Michał Knop
- pluton pieszy żandarmerii nr 31 – kpt. Stanisław Dziurzyński
- kompania sanitarna – mjr dr Jan Wincenty Królikiewicz †1940 Charków[5]

## Obsada personalna Kwatery Głównej
Obsada personalna Kwatery Głównej 35 Dywizji Piechoty
- dowódca dywizji – płk dypl. piech. Jarosław Szafran †1940 Charków[8]
- oficer ordynansowy – por. rez. Michał Wazgird[9]
- dowódca piechoty dywizyjnej – płk dypl. Lucjan Janiszewski †1940 Charków[10]
- dowódca artylerii dywizyjnej – ppłk art. Franciszek Władysław Machowski †1940 Katyń[11]
- dowódca artylerii dywizyjnej – ppłk art. Władysław Suryn
- oficer sztabu dowódcy artylerii dywizyjnej – kpt. art. Jan II Nowicki †1940 Charków[12]
- dowódca saperów dywizyjnych – por. sap. rez. Tadeusz Kokeli (p.o. od 18 IX 1939)
- szef sztabu – ppłk dypl. piech. st. sp. Jan Maksymilian Sokołowski
- oficer operacyjny – kpt. dypl. Zygmunt Szatkowski
- oficer operacyjny – kpt. dypl. art. Rudolf Schreiber[a] †1940 Charków
- I pomocnik oficera operacyjnego – por. art. Michał Szumski †1940 Charków[13]
- oficer informacyjny – kpt. adm. (piech.) Tadeusz Julien
- pomocnik oficera informacyjnego – por. Franciszek Czuba †1940 Katyń
- kierownik kancelarii – por. Aleksander Kijanowski
- dowódca łączności – mjr Czesław Wardziński †1940 Charków[14]
- referent – ppor. łącz. rez. inż. Janusz Bolesław Lipski †1940 Charków[15]
- kwatermistrz – kpt. dypl. Albin Potocki †1940 Charków[16]
  - por. Władysław Jacynicz
  - por. Janowski
- szef żandarmerii – kpt. Stanisław Dziurzyński †1940 Charków[17]
- szef uzbrojenia – kpt. Tadeusz Sokolnicki
- referent – por. sap. rez. inż. Włodzimierz Oskar Ludwik Winkler
- szef intendentury – kpt. int. z wsw Feliks Kurowski (od 18 IX 1939) †1940 Katyń[18]
- zastępca szefa intendentury – por. int. z wsw Albert Tabortowski †1940 Charków[19]
- referent – ppor. rez. Zdzisław Czajkowski
- szef taborów – kpt. Zygmunt Kozik
- referent – ppor. rez. Gabriel Borodako
- szef służby zdrowia – ppłk lek. dr Władysław Jan Rymaszewski †1940 Charków[20]
- szef służby weterynaryjnej – kpt. lek. wet. Józef Wysokiński
- referent – ppor. lek. wet. rez. Stanisław Ludwisiak †1940 Charków[21]
- szef służby sprawiedliwości i szef sądu polowego nr 33 – mjr aud. Erwin Bordolo †1940 Charków[22]
- szef duszpasterstwa – ks. kpl. Jan Mianowski (p.o. od 18 IX 1939)
- komendant Kwatery Głównej – kpt. Lucjan Zalewski †1940 Charków[23]
- oficer żywnościowy i dowódca plutonu gospodarczego – por. Dąbrowski
- płatnik – ppor. piech. rez. Artur Franciszek Pilcek †1940 Charków[24]
- dowódca kompanii asystencyjnej nr 31 – ppor. piech. Tadeusz Eugeniusz Iwaśkiewicz †1940 Charków[25]
- zastępca dowódcy kompanii asystencyjnej nr 31 – ppor. piech. rez. Tadeusz Strzeszyński †1940 Charków[26]

## Upamiętnienie
W 1978 w katedrze we Wrocławiu została ustanowiona tablica upamiętniająca żołnierzy 35 Wileńskiej Dywizji Piechoty poległych w obronie Lwowa w 1939.